# گئورگ دانیلیان
گئورگ بالابکی دانیلیان (Գևորգ Բալաբեկի Դանիելյան؛ زادهٔ ۵ مهٔ ۱۹۵۸) یک حقوق‌دان، و سیاستمدار اهل ارمنستان است که از تاریخ ژوئن ۲۰۰۷ تا تاریخ ۹ دسامبر ۲۰۱۰ در دولت اول سرژ سارگسیان و دولت تیگران سارگسیان سمت وزیر دادگستری ارمنستان را برعهده داشت.

## زندگی‌نامه
در ۵ مهٔ ۱۹۵۸ در ایروان به دنیا آمد و از دانشکده حقوق دانشگاه دولتی ایروان فارغ‌التحصیل شد. 